# 是非題
是非題是選擇題的一種，该类问题的題目是一個敘述，要回答者依題目是否正確，答案通常为正確或錯誤，有时也有部分正确和无从判断等选项。在日常生活中通过判断题的方式询问他人通常可从對方处得到是或否的确切答案，但不加以追問或對方不作進一步敘述，则不能进一步獲得更充足的資訊。部分情境猜谜也是利用了判断题的特性使得游戏得以进行。

## 作答要求
是非題需要根據題目要求，以適當的符號作答，以下是常見的符號：
| 正確        | 錯誤              | 部分正确          | 无从判断    |
| ----------- | ----------------- | ----------------- | ----------- |
| 〇          | ×                 |                   |             |
| ✓           | ×                 |                   |             |
| T           | F                 |                   | NG          |
| +           | -                 |                   |             |
| A           | B                 |                   |             |
| 1           | 2                 |                   |             |
| C           | E                 |                   |             |
| ㄅ          | ㄆ                |                   |             |
| 甲          | 乙                |                   |             |
| 真          | 假                |                   |             |
| （✓） （ ） | （ ） （✓） （ ） | （ ） （✓） （ ） | （ ） （✓） |

## 特點
是非題適合測試原理、定義等有明確對錯的事物，且在考卷上不會佔太大的篇幅。
是非題和選擇題有類似的缺點，考試者可能靠胡亂猜測而得分。是非題答對會有一題的分數，答錯該題則不計分，因此若胡亂猜測，每一題都作答，考試者可能會得到一半的分數。因此有些考試在是非題也會有倒扣計分，也就是給出錯誤答案要比不給出答案扣除更多分數的制度。